# ایستگاه قطار شهری بهارستان
ایستگاه قطار شهری بهارستان یکی از ایستگاه‌های خط ۱ متروی اصفهان است که در ملک شهر، خیابان بهارستان غربی بین مناطق ۸ و ۱۲ شهرداری اصفهان واقع شده‌ است. این ایستگاه دسترسی به محلهٔ مارچین را فراهم می‌کند. مساحت این ایستگاه ۹۴۳۴ مترمربع در دو طبقه شامل سالن فروش بلیت و سکوهای مسافربری است.
این ایستگاه در شهریور ۱۳۹۴ همراه با افتتاح قطار شهری اصفهان مورد بهره‌برداری قرار گرفت.
فاصله این ایستگاه با ایستگاه قدس (قبلی) ۱۳۸۰ متر و با ایستگاه گلستان (بعدی) ۱۴۰۰ متر است.